# Francesco Talenti
Francesco Talenti (1300 körül–1369 után) itáliai szobrász, aki 1351 után főleg Firenzében dolgozott. 1325-ben megemlítik az orvietói dómon dolgozó mesterek között, majd az 1350-es években a firenzei Campanile két középső emeletét fejezte be, és megbízást kapott a firenzei dóm északi és déli oldalán lévő két kapu (Porta del Cornacchini és Porta del Campanile) elkészítésére is. 1351-ben, Andrea Pisano halála után őt bízták meg a dóm építésvezetői feladataival. A dóm kupoláját 1357-ben említik először, de a vélemények megoszlanak afelől, hogy Talentinak volt-e szerepe a megépítésében. Annyi bizonyos, hogy szinte újratervezte a dómot, megváltoztatta az apszisokat és meghosszabbította a főhajót, így ez a katedrális lett az akkori Európában a legnagyobb.

## Fordítás
Ez a szócikk részben vagy egészben  a   Francesco Talenti című angol Wikipédia-szócikk fordításán alapul.  Az eredeti cikk szerkesztőit annak laptörténete sorolja fel. Ez a jelzés csupán a megfogalmazás eredetét és a szerzői jogokat jelzi, nem szolgál a cikkben szereplő információk forrásmegjelöléseként.
1. ↑  Gran Enciclopèdia Catalana (katalán nyelven). Nagy Katalán Enciklopédia . Grup Enciclopèdia